# Лоусон, Эй Джей
Эй Джей Лоусон (англ. A. J. Lawson; род. 15 июля 2000, Торонто) — канадский профессиональный баскетболист клуба НБА «Торонто Рэпторс».

## Профессиональная карьера

### Колледж-Парк Скайхокс (2021–2022)
После того, как Лоусон не был выбран на драфте НБА 2021 года, он присоединился к клубам «Майами Хит» и «Атланта Хокс» для участия в Летней лиге НБА 2021 года. 22 сентября 2021 года Лоусон подписал контракт с «Хокс». Однако 7 октября его отчислили. В октябре 2021 года Лоусон подписал контракт с «Колледж-Парк Скайхокс» из Джи-Лиги НБА, где он сыграл 26 игр и в среднем набирал 11,8 очков, 6,3 подбора и 1,3 перехвата за игру, при этом реализовывая 48,1% бросков с игры.

### Гуэлф Найтхокс (2022)
26 апреля 2022 года Лоусон подписал контракт с «Гуэлф Найтхокс» из чемпионата Канады.

### Миннесота Тимбервулвз / Айова Вулвз (2022)
Лоусон присоединился к «Даллас Маверикс» для участия в Летней лиге НБА 2022 года. В пяти играх он в среднем набирал 15,6 очков и делал 6,0 подборов, при этом реализовывая 51,9% бросков с игры. 19 июля 2022 года Лоусон подписал двусторонний контракт с «Миннесотой Тимбервулвз». 15 октября 2022 года «Тимбервулвз» отчислили Лоусона.[27]

### Возвращение в «Колледж-Парк» (2022)
3 ноября 2022 года Лоусон был включен в состав «Колледж-Парк Скайхокс». 16 ноября Лоусон подписал еще один двусторонний контракт с «Тимбервулвз», но он был расторгнут 8 декабря.Два дня спустя он вернулся в «Колледж-Парк».

### Даллас Маверикс / Техас Лэджендс (2022–2024)
26 декабря 2022 года Лоусон подписал двусторонний контракт с «Даллас Маверикс» и их фарм-клубом «Техас Лэджендс». 4 марта 2024 года контракт был преобразован в стандартный. Лоусон вышел в финал НБА 2024 года, где «Маверикс» проиграли «Бостон Селтикс» в пяти играх. 8 октября «Макерикс» отчислили его, а три дня спустя он подписал еще один двусторонний контракт. Однако 18 октября его снова отчислили.

### Лонг-Айленд Нетс (2024)
27 октября 2024 года Лоусон подписал контракт с «Лонг-Айленд Нетс».

### Торонто Рэпторс (2024–настоящее время) / Рэпторс 905 (2024–2025)
11 декабря 2024 года Лоусон подписал двусторонний контракт с «Торонто Рэпторс». 10 марта 2025 года Лоусон набрал рекордные в карьере 32 очка и 12 подборов в игре против «Вашингтон Уизардс». Два дня спустя он набрал 28 очков за 36 минут со скамейки запасных против «Филадельфии Севенти Сиксерс», забив 10 из 20 с игры, в том числе 4 из 9 трёхочковых. 12 апреля Лоусон и «Рэпторс» конвертировали его двусторонний контракт в двухлетний негарантированный контракт.

## Карьера в национальной сборной
Лоусон выступал на международном уровне за сборную Канады среди игроков до 19 лет. В среднем он набирал 14,8 очков, 5,4 подборов и 1,2 результативных передач за игру на чемпионате Америки среди игроков до 18 лет 2018 года, а Канада заняла второе место на турнире. Лоусон набрал юольше всех очков (18) и подборов (12) в команде в проигранном Канадой со счётом 113–74 финале против США.
На чемпионате мира по баскетболу среди игроков до 19 лет 2019 года Лоусон в среднем набирал 16,7 очков, 3,9 подборов и 3,4 результативных передач за игру в семи играх, благодаря чему Канада вышла в четвертьфинал. Он набрал наибольшее количество очков за игру в отдельно вязом матче (31) в игре против Сенегала.
Лоусон дебютировал в составе национальной сборной Канады во время первого раунда отборочных матчей чемпионата мира по баскетболу ФИБА 2023 года в Америке.

## Статистика

### Статистика в НБА
| Сезон                                                                                    | Команда   | Регулярный сезон | Регулярный сезон | Регулярный сезон | Регулярный сезон | Регулярный сезон | Регулярный сезон | Регулярный сезон | Регулярный сезон | Регулярный сезон | Регулярный сезон | Регулярный сезон | Серия плей-офф | Серия плей-офф | Серия плей-офф | Серия плей-офф | Серия плей-офф | Серия плей-офф | Серия плей-офф | Серия плей-офф | Серия плей-офф | Серия плей-офф | Серия плей-офф |
| Сезон                                                                                    | Команда   | GP               | GS               | MPG              | FG%              | 3P%              | FT%              | RPG              | APG              | SPG              | BPG              | PPG              | GP             | GS             | MPG            | FG%            | 3P%            | FT%            | RPG            | APG            | SPG            | BPG            | PPG            |
| ---------------------------------------------------------------------------------------- | --------- | ---------------- | ---------------- | ---------------- | ---------------- | ---------------- | ---------------- | ---------------- | ---------------- | ---------------- | ---------------- | ---------------- | -------------- | -------------- | -------------- | -------------- | -------------- | -------------- | -------------- | -------------- | -------------- | -------------- | -------------- |
| 2022/23                                                                                  | Миннесота | 1                | 0                | 2,0              | 100,0            | -                | -                | 1,0              | 0,0              | 0,0              | 0,0              | 2,0              | Не участвовал  | Не участвовал  | Не участвовал  | Не участвовал  | Не участвовал  | Не участвовал  | Не участвовал  | Не участвовал  | Не участвовал  | Не участвовал  | Не участвовал  |
| 2022/23                                                                                  | Даллас    | 14               | 0                | 7,6              | 48,8             | 40,0             | 25,0             | 1,4              | 0,1              | 0,1              | 0,0              | 3,9              | Не участвовал  | Не участвовал  | Не участвовал  | Не участвовал  | Не участвовал  | Не участвовал  | Не участвовал  | Не участвовал  | Не участвовал  | Не участвовал  | Не участвовал  |
| 2023/24                                                                                  | Даллас    | 42               | 0                | 7,4              | 44,6             | 26,0             | 65,2             | 1,2              | 0,5              | 0,2              | 0,1              | 3,2              | 10             | 0              | 3,0            | 44,4           | 33,3           | 50,0           | 0,3            | 0,0            | 0,0            | 0,1            | 1,1            |
| 2024/25                                                                                  | Торонто   | 26               | 2                | 18,7             | 42,1             | 32,7             | 68,3             | 3,3              | 1,2              | 0,5              | 0,2              | 9,1              | Не участвовал  | Не участвовал  | Не участвовал  | Не участвовал  | Не участвовал  | Не участвовал  | Не участвовал  | Не участвовал  | Не участвовал  | Не участвовал  | Не участвовал  |
|                                                                                          | Всего     | 83               | 2                | 10,9             | 43,9             | 31,8             | 63,8             | 1,9              | 0,6              | 0,3              | 0,1              | 5,2              | 10             | 0              | 3,0            | 44,4           | 33,3           | 50,0           | 0,3            | 0,0            | 0,0            | 0,1            | 1,1            |
| Наведите курсор мыши на аббревиатуры в заголовке таблицы, чтобы прочесть их расшифровку. |           |                  |                  |                  |                  |                  |                  |                  |                  |                  |                  |                  |                |                |                |                |                |                |                |                |                |                |                |

### Статистика в Джи-Лиге
| Сезон                                                                                    | Команда               | Регулярный сезон | Регулярный сезон | Регулярный сезон | Регулярный сезон | Регулярный сезон | Регулярный сезон | Регулярный сезон | Регулярный сезон | Регулярный сезон | Регулярный сезон | Регулярный сезон | Серия плей-офф | Серия плей-офф | Серия плей-офф | Серия плей-офф | Серия плей-офф | Серия плей-офф | Серия плей-офф | Серия плей-офф | Серия плей-офф | Серия плей-офф | Серия плей-офф |
| Сезон                                                                                    | Команда               | GP               | GS               | MPG              | FG%              | 3P%              | FT%              | RPG              | APG              | SPG              | BPG              | PPG              | GP             | GS             | MPG            | FG%            | 3P%            | FT%            | RPG            | APG            | SPG            | BPG            | PPG            |
| ---------------------------------------------------------------------------------------- | --------------------- | ---------------- | ---------------- | ---------------- | ---------------- | ---------------- | ---------------- | ---------------- | ---------------- | ---------------- | ---------------- | ---------------- | -------------- | -------------- | -------------- | -------------- | -------------- | -------------- | -------------- | -------------- | -------------- | -------------- | -------------- |
| 2021/22                                                                                  | Колледж-Парк Скайхокс | 47               | 29               | 29,8             | 46,3             | 33,7             | 61,5             | 6,0              | 1,4              | 1,4              | 0,4              | 10,5             | Не участвовал  | Не участвовал  | Не участвовал  | Не участвовал  | Не участвовал  | Не участвовал  | Не участвовал  | Не участвовал  | Не участвовал  | Не участвовал  | Не участвовал  |
| 2022/23                                                                                  | Колледж-Парк Скайхокс | 9                | 9                | 32,7             | 57,7             | 36,6             | 61,3             | 6,2              | 1,9              | 1,4              | 0,0              | 21,2             | Не участвовал  | Не участвовал  | Не участвовал  | Не участвовал  | Не участвовал  | Не участвовал  | Не участвовал  | Не участвовал  | Не участвовал  | Не участвовал  | Не участвовал  |
| 2022/23                                                                                  | Айова Вулвз           | 4                | 4                | 35,4             | 42,4             | 28,1             | 50,0             | 6,5              | 2,3              | 1,8              | 0,5              | 17,0             | Не участвовал  | Не участвовал  | Не участвовал  | Не участвовал  | Не участвовал  | Не участвовал  | Не участвовал  | Не участвовал  | Не участвовал  | Не участвовал  | Не участвовал  |
| 2022/23                                                                                  | Техас Лэджендс        | 9                | 7                | 29,7             | 48,2             | 32,8             | 80,0             | 8,9              | 2,0              | 1,4              | 0,7              | 20,1             | Не участвовал  | Не участвовал  | Не участвовал  | Не участвовал  | Не участвовал  | Не участвовал  | Не участвовал  | Не участвовал  | Не участвовал  | Не участвовал  | Не участвовал  |
| 2023/24                                                                                  | Техас Лэджендс        | 7                | 7                | 34,1             | 53,5             | 30,6             | 87,0             | 6,6              | 1,7              | 0,4              | 0,3              | 21,1             | Не участвовал  | Не участвовал  | Не участвовал  | Не участвовал  | Не участвовал  | Не участвовал  | Не участвовал  | Не участвовал  | Не участвовал  | Не участвовал  | Не участвовал  |
| 2024/25                                                                                  | Лонг-Айленд Нетс      | 11               | 11               | 35,1             | 44,3             | 32,6             | 82,9             | 6,7              | 2,6              | 1,3              | 0,4              | 24,0             | Не участвовал  | Не участвовал  | Не участвовал  | Не участвовал  | Не участвовал  | Не участвовал  | Не участвовал  | Не участвовал  | Не участвовал  | Не участвовал  | Не участвовал  |
| 2024/25                                                                                  | Рэпторс 905           | 26               | 24               | 32,2             | 44,1             | 37,6             | 67,5             | 4,7              | 2,5              | 1,2              | 0,2              | 19,5             | Не участвовал  | Не участвовал  | Не участвовал  | Не участвовал  | Не участвовал  | Не участвовал  | Не участвовал  | Не участвовал  | Не участвовал  | Не участвовал  | Не участвовал  |
|                                                                                          | Всего                 | 113              | 91               | 31,5             | 46,9             | 34,2             | 69,6             | 6,1              | 1,9              | 1,3              | 0,3              | 16,4             | Не участвовал  | Не участвовал  | Не участвовал  | Не участвовал  | Не участвовал  | Не участвовал  | Не участвовал  | Не участвовал  | Не участвовал  | Не участвовал  | Не участвовал  |
| Наведите курсор мыши на аббревиатуры в заголовке таблицы, чтобы прочесть их расшифровку. |                       |                  |                  |                  |                  |                  |                  |                  |                  |                  |                  |                  |                |                |                |                |                |                |                |                |                |                |                |

### Статистика в NCAA
| Сезон | Команда        | Conf  | Class | GP | GS | MPG  | FG%  | 3P%  | FT%  | RPG | APG | SPG | BPG | PPG  |
| --- | -------------- | ----- | ----- | -- | -- | ---- | ---- | ---- | ---- | --- | --- | --- | --- | ---- |
| 2018/19 | Южная Каролина | SEC   | FR    | 29 | 28 | 29,9 | 41,1 | 35,8 | 66,7 | 4,3 | 2,9 | 1,1 | 0,2 | 13,4 |
| 2019/20 | Южная Каролина | SEC   | SO    | 31 | 31 | 29,1 | 41,4 | 33,9 | 72,4 | 3,7 | 1,9 | 1,2 | 0,1 | 13,4 |
| 2020/21 | Южная Каролина | SEC   | JR    | 21 | 21 | 31,3 | 39,4 | 35,1 | 70,0 | 4,1 | 1,2 | 1,5 | 0,1 | 16,6 |
| Всего | Всего          | Всего | Всего | 81 | 80 | 30,0 | 40,7 | 34,9 | 69,7 | 4,0 | 2,1 | 1,2 | 0,2 | 14,2 |
| Наведите курсор мыши на аббревиатуры в заголовке таблицы, чтобы прочесть их расшифровку Статистика приведена с сайта sports-reference.com |                |       |       |    |    |      |      |      |      |     |     |     |     |      |

### Статистика в других лигах
| Сезон | Команда        | Лига             | GP | GS | MPG  | FG%  | 3P%  | FT%  | RPG | APG | SPG | BPG | PFL | TOV | PPG  |
| --- | -------------- | ---------------- | -- | -- | ---- | ---- | ---- | ---- | --- | --- | --- | --- | --- | --- | ---- |
| 2021/22 | Гуэлф Найтхокс | Чемпионат Канады | 10 | 10 | 30,3 | 44,3 | 32,8 | 72,5 | 5,4 | 3,0 | 0,9 | 0,6 | 3,3 | 1,8 | 16,5 |
| Всего | Всего          | Всего            | 10 | 10 | 30,3 | 44,3 | 32,8 | 72,5 | 5,4 | 3,0 | 0,9 | 0,6 | 3,3 | 1,8 | 16,5 |
| Наведите курсор мыши на аббревиатуры в заголовке таблицы, чтобы прочесть их расшифровку Статистика приведена с сайта basketball.realgm.com |                |                  |    |    |      |      |      |      |     |     |     |     |     |     |      |